# Course en ligne féminine aux championnats du monde de cyclisme sur route 1976
Navigation
1975 1977
La course en ligne féminine aux championnats du monde de cyclisme sur route 1976 a lieu le 4 septembre 1976 à Ostuni en Italie. Cette édition est remportée par la Néerlandaise Keetie van Oosten-Hage.

## Classement
|                                    | Coureuse               | Pays        |    | Temps           |
| ---------------------------------- | ---------------------- | ----------- | -- | --------------- |
| Médaille d'or, Coupe du Monde      | Keetie van Oosten-Hage | Pays-Bas    | en | 1 h 39 min 14 s |
| Médaille d'argent, Coupe du Monde  | Luigina Bissoli        | Italie      | +  |                 |
| Médaille de bronze, Coupe du Monde | Yvonne Reynders        | Belgique    |    |                 |
| 4                                  | Geneviève Gambillon    | France      |    |                 |
| 5                                  | Nicole Vandenbroeck    | Belgique    |    |                 |
| 6                                  | Asta Forsell           | Finlande    |    |                 |
| 7                                  | Truus van der Plaat    | Pays-Bas    |    |                 |
| 8                                  | Elisabeth Camus        | France      |    |                 |
| 9                                  | Agneta Asplund         | Suède       |    |                 |
| 10                                 | Morena Tartagni        | Italie      |    |                 |
| 11                                 | Marjan Bik             | Pays-Bas    |    |                 |
| 12                                 | Josiane Bost           | France      |    |                 |
| 13                                 | Connie Carpenter       | États-Unis  |    |                 |
| 14                                 | Tineke Fopma           | Pays-Bas    |    |                 |
| 15                                 | Tuulikki Jahre         | Suède       |    |                 |
| 16                                 | Catherine Swinnerton   | Royaume-Uni |    |                 |
| 17                                 | Christiane Goeminne    | Belgique    |    |                 |
| 18                                 | Bruna Cancelli         | Italie      |    |                 |
| 19                                 | Denise Burton          | Royaume-Uni |    |                 |
| 20                                 | Anne Riemersma         | Pays-Bas    |    |                 |
| 21                                 | Ann Riley              | Royaume-Uni |    |                 |
| 22                                 | Marie-Thérèse Naessens | Belgique    |    |                 |
| 23                                 | Susan Gurney           | États-Unis  |    |                 |
| 24                                 | Lejane Cahard          | France      |    |                 |
| 25                                 | Gré Knetemann-Donker   | Pays-Bas    |    |                 |
| 26                                 | Karen Strong           | Canada      |    |                 |
| 27                                 | Carol Barton           | Royaume-Uni |    |                 |
| 28                                 | Marja-Leene Huhtiniemi | Suède       |    |                 |
| 29                                 | Angela Lüthi           | Suisse      |    |                 |
| 30                                 | Barbara Amburgey       | États-Unis  |    |                 |
| 31                                 | Nicole Verzier         | France      |    | 20 s            |
| 32                                 | May-Britt Nilsen       | Norvège     |    | 20 s            |
| 33                                 | Anita Bergsten         | Suède       |    | 20 s            |
| 34                                 | Maria Cressari         | Italie      |    | 20 s            |
| 35                                 | Chantal Fortier        | France      |    | 20 s            |
| 36                                 | Emanuela Menuzzo       | Italie      |    | 20 s            |
| 37                                 | Johanna Sijbrands      | Pays-Bas    |    | 20 s            |
| 38                                 | Mary Jane Reoch        | États-Unis  |    | 20 s            |
| 39                                 | Lyn Lemaire            | États-Unis  |    | 20 s            |
| 40                                 | Lynne Armitage         | Royaume-Uni |    | 20 s            |